# Heuchelheim
Heuchelheim település Németországban, Hessen tartományban. Lakosainak száma 8108 fő (2023. december 31.). Heuchelheim Lahnau és Biebertal községekkel határos.

## Népesség
A település népességének változása:
| Lakosok száma | 7677 | 7764 | 7897 | 8052 | 8108 |
|               | 2017 | 2019 | 2021 | 2022 | 2023 |